# 大野佐和
大野 佐和（おおの さわ、6月9日 - ）は、日本の女性声優。以前は元氣プロジェクト、アックトップに所属していた。福島県出身。

## 出演
太字はメインキャラクター。

### テレビアニメ
1998年
- よいこ（鹿島ミキ[1]）

1999年
- 魔法使いTai!（トミコ）

2000年
- うちゅう人 田中太郎（マサミ）[2]
- NieA_7

2009年
- まりあ†ほりっく（女生徒）

2011年
- いつか天魔の黒ウサギ（アナウンス）
- まりあ†ほりっく あらいぶ（寮生A）

### OVA
2000年
- ジオブリーダーズ2〜魍魎遊撃隊〜（野中早苗）

2011年
- けいおん!!（女性職員）

### ゲーム
1999年
- つんつん組3〜カンジベーダー〜（つくねちゃん）

2012年
- ブレイブリーデフォルト フライングフェアリー

2013年
- ブレイブリーデフォルト フォーザ・シークウェル

### 吹き替え
- D.N.A.II

### ナレーション
- 歌うコンシェルジュ（NHK総合）

### ドラマCD
- 神父と悪魔3 硝子の迷宮の悪魔（マドリーヌ）

### ボイスオーバー
- ビバ!キッズ（メルセデス、アン他）

### キャラクターソング
- 「with you」（TVアニメ「よいこ」鹿島ミキ）

### ネットラジオ
- 『ビリケンハチ公』内ドラマ「お母さんの恥文（はじぶみ）」（雄太）

### 着ボイス
- 「ネスレ『エアロ』空気を変えよう！」方言着ボイス（福島いわき弁）

### 舞台
- Heart to Heart（明日香）
- 朗読劇・平家物語（語り部）
- おとくの神（おとく）

### その他
- 電話用音声ガイダンス「株式会社MAGねっと」